# کوشلوو
کوشلوو (به لهستانی:  Kuszlów) یک روستا در لهستان است که در گمینا پولیچنا واقع شده‌است.
 کوشلوو  ۸۰ نفر جمعیت دارد.